# Martin Potter (surf)
Pour les articles homonymes, voir Martin Potter.
Martin Potter est un ancien surfeur professionnel anglais né le 28 octobre 1965 à Blyth en Angleterre. Il est à ce jour le seul européen champion du monde de surf. Il est désormais consultant auprès de la World Surf League lors des étapes du Championship Tour.

## Biographie
Martin Potter fut le 1er européen à intégrer le Championnat du monde de surf. Il fut aussi le premier à gagner une épreuve et aussi le premier et seul européen à gagner un titre en 1989

## Palmarès

### Titre
- 1989 : Champion du monde WCT

### Victoires
- 1994

     Howards Cleanwater Classic, Dee Why, Nouvelle-Galles du Sud, Australie (WQS)

- 1993

     Billabong Kirra Pro, Surfer's Paradise, Nouvelle-Galles du Sud, Australie (WQS)

     Lacanau Pro, Lacanau, Gironde, France (WCT)

- 1992

     Hard Rock Cafe World Cup, Sunset Beach, Oahu, Hawaii (WQS)

     Peak Rock Surf Pro, Narrabeen, Nouvelle-Galles du Sud, Australie (WQS)

     Miyazaki Pro, Miyazaki, Japon (WCT)

- 1990

     Rip Curl Pro Landes, Hossegor, Landes, France (WCT)

     Life's a Beach, Oceanside, Californie, États-Unis (WCT)

- 1989

     Arena Surf Master, Biarritz, Pyrénées-Atlantiques, France (WCT)

     Quiksilver Lacanau Pro, Lacanau, Gironde, France (WCT)

     Marui Japan, Niijima, Japon (WCT)

     Coke Classic, Mainly Beach, Nouvelle-Galles du Sud, Australie (WCT)

     Rip Curl Classic, Bells Beach, Victoria, Australie (WCT)

     O'Neil Pepsi Classic, Santa Cruz, Californie, États-Unis (WCT)

- 1988

     MBF Head Start, Bondi Beach, Nouvelle-Galles du Sud, Australie (WCT)

- 1987

     Hot Tuna UK Surfmaster, Newquay, Angleterre (WCT)

- 1984

     Hang Ten Summer, San Diego, Californie, États-Unis (WCT)

     Forster's Surfmaster, Newquay, Angleterre (WCT)

     Marui Japan, Niijima, Japon (WCT)

- 1983

     Stubies Surf classic, Burleigh Heads, Queensland, Australie (WCT)

### WCT
- 1994 : 10e
- 1993 : 5e
- 1992 : 9e
- 1991 : 7e
- 1990 : 15e
- 1989 : 1er Champion du monde
- 1988 : 6e
- 1987 : 6e
- 1986 : 5e
- 1985 : 8e
- 1984 : 6e
- 1983 : 5e
- 1982 : 12e
- 1981 : 8e

Martin Potter a figuré 14 fois dans le TOP16 soit la seconde performance derrière les 15 fois de Sunny Garcia

Martin Potter a figuré 10 fois dans le TOP8 soit la seconde performance derrière les 13 fois de Kelly Slater

### Anecdote
Martin Potter est le premier et seul Européen à avoir été champion du monde WCT.
Martin Potter est le premier Européen avec Jeremy Flores à avoir gagné au moins une épreuves de WCT.